# Leucobryum tahitense
Leucobryum tahitense là một loài rêu trong họ Dicranaceae. Loài này được Ångström mô tả khoa học đầu tiên năm 1873.